# ترانسفورماتور ابزار دقیق

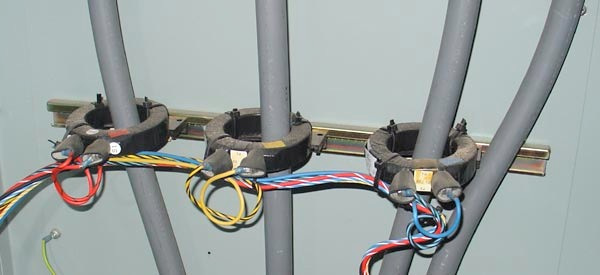
ترانسفورماتور ابزار دقیق یا ترانسفورماتور ابزاری

ترانسفورماتور ابزار دقیق یا ترانسفورماتور ابزاری (انگلیسی: Instrument transformer) ترانسفورماتوری برای ایزوله‌سازی و تبدیل میزان ولتاژ و جریان بالا در پست‌های فشار قوی است. بیشترین استفاده از این ترانسفورماتور در زمینه اندازه‌گیری ولتاژ و جریان بالا است بدین ترتیب که ولتاژ قسمت اولیه این ترانسفورماتور بسیار بالا می‌باشد اما این ترانسفورماتور ولتاژ ایزله و پایینی در ثانویه خود فراهم می‌کند که افزون بر راحتی اندازه‌گیری ایمنی کار را هم بالا می‌برد. سیم‌پیچ اولیه ترانسفورماتور به مدار ولتاژ یا جریان بالا وصل می‌شود و وسایل اندازه‌گیری به طرف ثانویه آن متصل می‌شود.